# Drycothaea guadeloupensis
Drycothaea guadeloupensis là một loài bọ cánh cứng trong họ Cerambycidae.